# Hauptstraße C46
Die Hauptstraße C46, neu auch MR 92 (englisch Main Road 92) verläuft im äußersten Norden Namibias. Sie führt von Ondangwa an der Nationalstraße B1 westwärts über Ongwediva, Oshakati, Oshikuku, Ogongo und Outapi bis nach Ruacana an der Grenze mit Angola.
Die C46 ist durchgehend asphaltiert und zwischen Oshakati und Ongwediva vierspurig ausgebaut.